# Masdevallia villegasii
Masdevallia villegasii är en orkidéart som beskrevs av Willibald Königer. Masdevallia villegasii ingår i släktet Masdevallia och familjen orkidéer.
Artens utbredningsområde är Colombia. Inga underarter finns listade i Catalogue of Life.